# 昴宿增八
金牛座18，又名BD+24 546，HD 23324、SAO 76137、HR 1144，是金牛座的一颗恒星，视星等为5.64，位于銀經165.7，銀緯-23.26，其B1900.0坐标为赤經3h 39m 11.6s，赤緯+24° -23.26′ 32″。